# Dąbrowno (województwo lubuskie)
Dąbrowno – wieś w Polsce położona w województwie lubuskim, w powiecie nowosolskim, w gminie Nowa Sól.
| SIMC    | Nazwa   | Rodzaj     |
| ------- | ------- | ---------- |
| 0912126 | Okopiec | przysiółek |

W latach 1975–1998 miejscowość administracyjnie należała do województwa zielonogórskiego.